# Agriades hylas
Agriades hylas är en fjärilsart som beskrevs av Ignaz Schiffermüller 1776. Agriades hylas ingår i släktet Agriades och familjen juvelvingar. Inga underarter finns listade i Catalogue of Life.